# Южножемайтский диалект

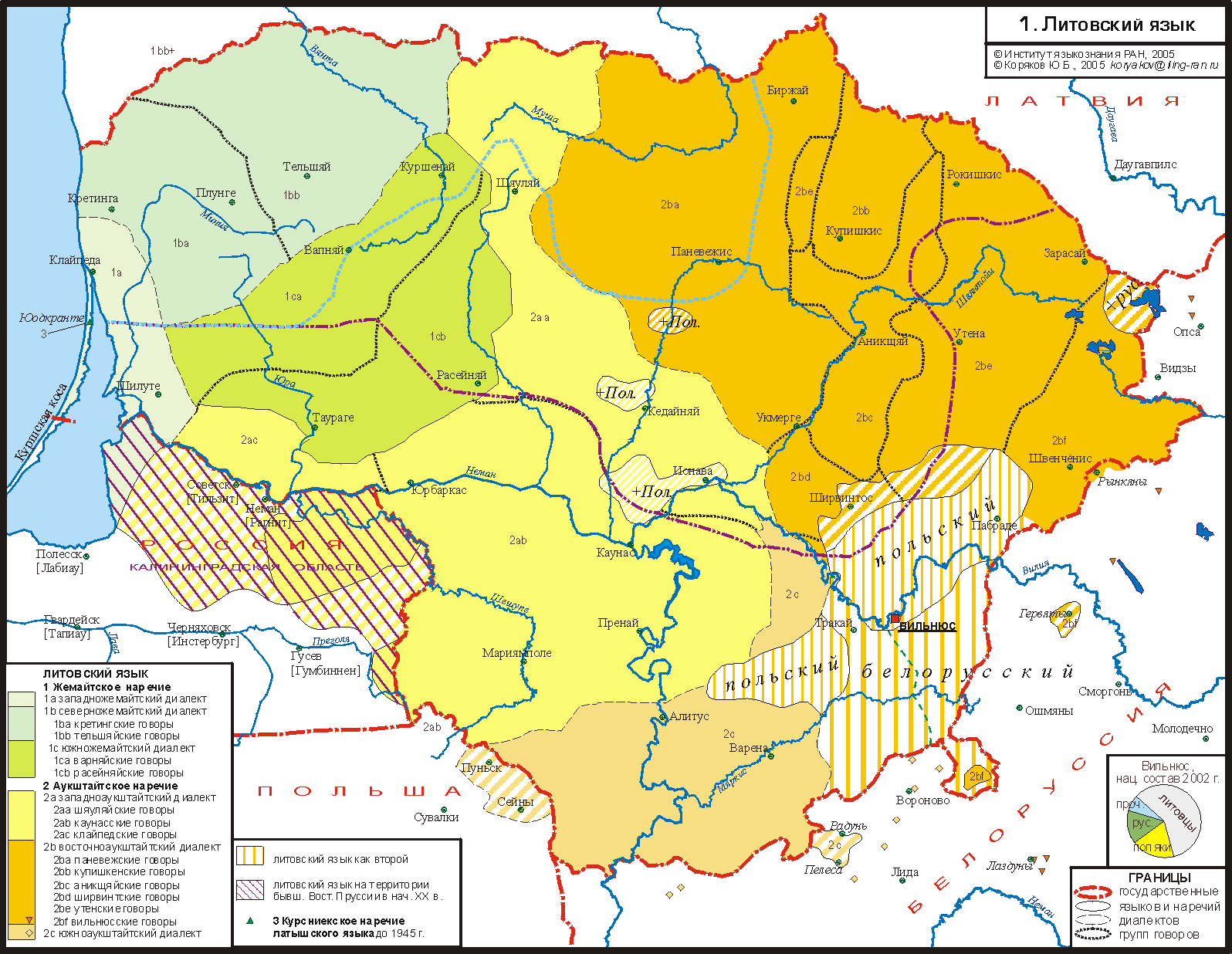
Ареал южножемайтского диалекта на карте распространения литовского языка (по данным классификации 1964 года)

Южножема́йтский диале́кт (лит. pietų žemaičių tarmė, латыш. dienvidžemaišu izloksne; самоназвание pietų zemaitiskai) — один из диалектов литовского языка, распространённый в западной части территории Литовской республики. Входит вместе с западножемайтским и северножемайтским диалектами в состав жемайтского (нижнелитовского) наречия, которое противопоставляется аукштайтскому (верхнелитовскому) наречию, включающему западноаукштайтский, восточноаукштайтский и южноаукштайтский диалекты.
Традиционно носители южножемайтского диалекта называются по произношению слова «хлеб» (лит. литер. dúona, южножем. dúna) — ду́нининки (самоназвание — dūnininkai).

## Классификация
В состав южножемайтского диалекта включают следующие группы говоров:
- варняйские говоры (лит. varniškiai) — распространены в центральной Жемайтии;
- расейняйские говоры (лит. raseiniškiai) — распространены в юго-восточных районах Жемайтии, наиболее близки говорам аукштайтского наречия.

## Область распространения
Ареал южножемайтского диалекта охватывает центральную и юго-восточную часть историко-этнографической области Жемайтия.
Согласно современному административно-территориальному делению Литвы, ареал южножемайтского диалекта занимает юго-восточную часть территории Тельшяйского уезда, юго-западную часть территории Шяуляйского уезда, северо-западную часть территории Каунасского уезда, северную и центральную часть территории Таурагского уезда и юго-восточную часть территории Клайпедского уезда.
Ареал южножемайтского диалекта на востоке и юге граничит с ареалом западноаукштайтского диалекта: на северо-востоке и востоке — с областью распространения шяуляйских говоров, на юге — с областью распространения каунасских говоров. С запада и севера к ареалу южножемайтского диалекта примыкают ареалы других жемайтских диалектов: с запада — ареал западножемайтского диалекта, с северо-запада — ареалы кретингских и тельшяйских говоров северножемайтского диалекта.

## Диалектные особенности
Основной фонетический признак, по которому классифицируются диалекты жемайтского наречия — это различие в развитии дифтонгоидов /u͜o/, /i͜e/.
В южножемайтском диалекте /u͜o/ развился в гласную [u·], /i͜e/ развился в гласную [i·]: [dú·na] (лит. литер. dúona [dú͜ona]) «хлеб», [p’í·ns] (лит. литер. píenas [p’í͜enas]) «молоко».
В западножемайтском диалекте произошли изменения /u͜o/ > [o], /i͜e/ > [ẹ], для северножемайтского диалекта характерен переход /u͜o/ > [ọu], /i͜e/ > [ẹi].
Сохранившаяся в южножемайтском диалекте восходящая интонация на обоих элементах дифтонгов и дифтонгических сочетаний (lãũkas «поле», vaikãi «дети», matẽĩ «видел», vĩlkas «волк») распространена в ареале, ограниченном с севера рекой Неман, с юга — линией Науяместис — Барздай — Казлу Руда — Лекечяй (северо-западное литовское Занеманье). Данная область была освоена переселенцами с территории, на которой распространены современные жемайтские диалекты. В соседних с северо-западным Занеманьем литовских говорах восходящая интонация отмечается на втором элементе дифтонга: laũkas «поле», vaikaĩ «дети».